# Monstros de Tolkien
Monstros de Tolkien são os seres malignos, como Orcs, Trolls e aranhas gigantes como Laracna, que se opõem e, por vezes, enfrentam os protagonistas do legendarium da Terra Média de J. R. R. Tolkien. Tolkien, especialista em inglês antigo, especialmente no poema épico Beowulf, criou monstros que compartilham características dos monstros de Beowulf; seus Trolls foram comparados a Grendel, o nome dos Orcs remete ao termo orcneas do poema, e o dragão Smaug possui múltiplos atributos do dragão de Beowulf [en]. 
A tradição medieval europeia de monstros os representa como humanoides distorcidos ou semelhantes a feras selvagens, mas de tamanho colossal e malignas; Tolkien segue ambas as tradições, com monstros como os Orcs do primeiro tipo e Wargs do segundo. Alguns estudiosos incluem os poderosos Senhores do Escuro Morgoth e Sauron na lista, como inimigos monstruosos tanto em espírito quanto em corpo. 
Estudiosos observam que a natureza maligna dos monstros reflete o catolicismo romano de Tolkien, uma religião com uma clara concepção de bem e mal.

## Origens
A palavra "monstro" tem origem no latim monstrum, que significa "maravilha, prodígio, presságio", derivado de monstrare, "mostrar". Na Europa medieval, monstros eram frequentemente humanoides, mas distorcidos, ou semelhantes a feras selvagens, mas de tamanho enorme; J. R. R. Tolkien seguiu ambas as vertentes ao criar seus monstros.
Alguns dos monstros de Tolkien podem ter origem em seu profundo conhecimento do poema épico em inglês antigo Beowulf. Gollum compartilha características de Grendel, enquanto o dragão Smaug em O Hobbit apresenta várias semelhanças com o dragão de Beowulf. O poema também menciona Orcs, com o termo composto em inglês antigo orcneas, que significa "cadáveres demoníacos". Em sua famosa palestra de 1936, "Beowulf: Os Monstros e os Críticos [en]", Tolkien destacou que os monstros do poema são centrais à sua estrutura, mudando o curso dos estudos sobre Beowulf. Comentadores notaram que Tolkien claramente preferia os monstros do épico aos críticos.

## Humanoides, bestiais e além

### Mal em mente ou corpo

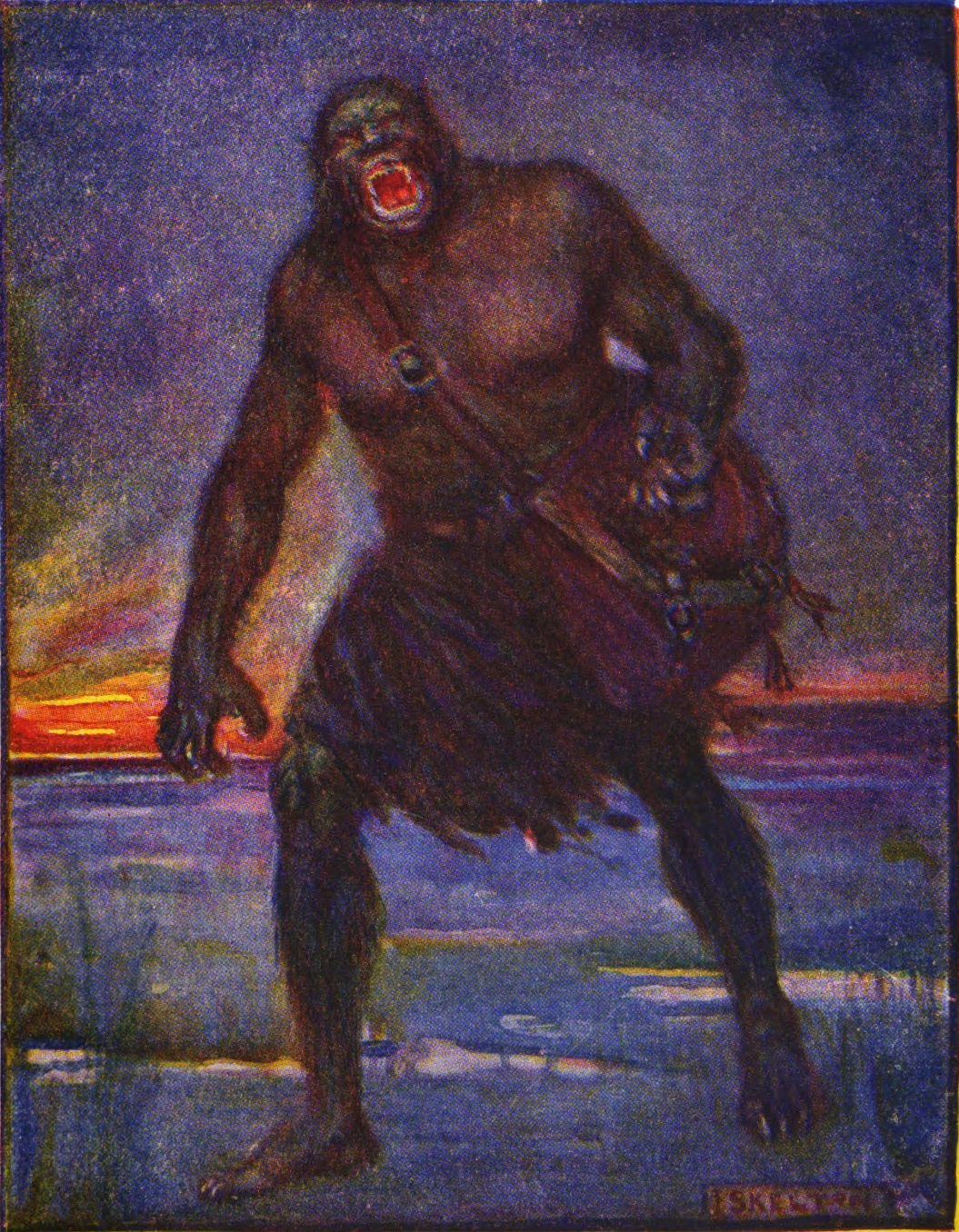
Os trolls silenciosos de Tolkien, em obras posteriores, foram comparados a Grendel, monstro de Beowulf. Ilustração de J. R. Skelton, 1908.

No Enciclopédia de J.R.R. Tolkien, Jonathan Evans [en] identifica inicialmente duas categorias de monstros no legendarium de Tolkien. A primeira inclui Trolls, Orcs e Balrogs, que são humanoides, mas distorcidos de várias maneiras; a segunda abrange feras malignas que lembram animais do mundo natural, mas muito maiores, como os Wargs semelhantes a lobos, as aranhas gigantes – Ungoliant e sua prole, incluindo Shelob – e o  Observador na Água com tentáculos. As montarias aladas sem penas dos Nazgûl são monstruosas no segundo tipo, gigantescas, mas baseadas na natureza, e "propensas ao mal". Tolkien nunca as nomeia, mas as descreve como "feras cruéis" e, em uma carta, as compara a "pterodáctilos".
Evans observa que os dragões de Tolkien, "um tipo de monstro especialmente importante", não se encaixam em nenhuma dessas categorias, sendo tratados separadamente como "criaturas reptilianas extraordinariamente grandes... monstros sobrenaturalmente malignos". Dragões são mencionados apenas de passagem em O Senhor dos Anéis, mas dragões falantes, que não são humanoides, são personagens importantes em O Silmarillion e O Hobbit.
Tolkien não foi consistente ao categorizar seus monstros. Em O Hobbit, os trolls das colinas são inicialmente cômicos, carnívoros, mas não particularmente malignos, com maneiras rudes à mesa e falas com sotaque Cockney. Contudo, quando o mago Gandalf os engana, a estudiosa Christina Fawcett observa que esses trolls são vistos como "monstruosos, um alerta contra o vício, petrificados para sempre por sua ganância e raiva". O crítico Gregory Hartley acrescenta que os trolls em O Silmarillion e O Senhor dos Anéis são "mais bestiais" e muito menos parecidos com os trolls da mitologia nórdica; Fawcett os compara ao monstro Grendel de Beowulf. A descrição de Tolkien diz: "Eram chamados Olog-hai na Língua Negra. Que Sauron os criou, ninguém duvidava, embora sua origem fosse desconhecida... Eram trolls, mas imbuídos da vontade maligna de seu mestre: uma raça cruel, forte, ágil, feroz e astuta, mas mais dura que pedra. Diferentemente da antiga raça do Crepúsculo, podiam suportar o Sol, desde que a vontade de Sauron os dominasse. Falavam pouco, e a única língua que conheciam era a Língua Negra de Barad-dûr."

### Mal em espírito
Outros estudiosos por vezes incluem os poderosos oponentes do legendário na lista de monstros; Joe Abbott, escrevendo em Mythlore [en], descreve os Senhores do Escuro Morgoth e Sauron como monstros, inteligentes e poderosos, mas completamente entregues ao mal. Abbott observa que, em Os Monstros e os Críticos, Tolkien distinguiu entre monstros comuns no corpo e monstros também no espírito:
| “ | A distinção [é] entre um ogro demoníaco e um demônio que se revela na forma de ogro – entre um monstro que devora o corpo e causa a morte temporal, habitado por um espírito amaldiçoado, e um espírito maligno que visa, em última instância, a alma e provoca a morte eterna. | ” |

Ao ir além dos limites do corpo com esses Senhores do Escuro monstruosos, Tolkien, na visão de Abbott, realizou a "transformação definitiva" para um autor cristão, criando "um monstro muito mais aterrorizante".

## Temas

### Mal e escuridão
O catolicismo romano de Tolkien proporcionou-lhe uma clara distinção entre bem e mal, além de um simbolismo acessível: a luz representa o bem, e a escuridão, o mal, como na Bíblia. Em A Sociedade do Anel, o primeiro ser maligno que os Hobbits encontram após deixarem o Condado na missão de destruir o Um Anel é o  Velho Salgueiro-homem, uma árvore poderosa ou espírito arbóreo que controla grande parte da Floresta Velha. Ele é completamente maligno. Na entrada de Moria, a Sociedade é novamente atacada, desta vez pelo Vigia na Água. Ele captura especificamente Frodo, o portador do anel, como se soubesse e se opusesse à missão. Evans comenta que, embora claramente mortal, o monstro é descrito de forma vaga no texto.

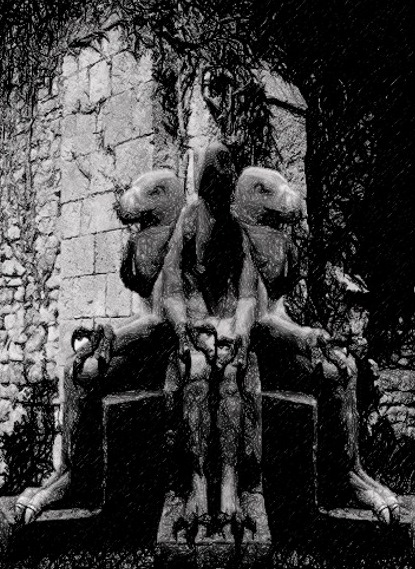
Um dos dois "Observadores monstruosos" da Torre de Cirith Ungol, consciente, mas imóvel, possivelmente nem mesmo vivo.

Evans observa que, ainda mais vagos, possivelmente nem vivos, são os "Observadores monstruosos" que guardam o portão da Torre de Cirith Ungol, em um passo para a terra maligna de Mordor. Tolkien os descreve como conscientes, mas imóveis, com um "espírito de vigilância maligna" habitando neles:
| “ | Eram como grandes figuras sentadas em tronos. Cada uma tinha três corpos unidos e três cabeças voltadas para fora, para dentro e através do portão. As cabeças tinham rostos de abutre, e em seus grandes joelhos repousavam mãos como garras. Pareciam esculpidas em enormes blocos de pedra, imóveis, mas conscientes: algum espírito terrível de vigilância maligna habitava neles. Eles sabiam da presença de um inimigo. Visível ou invisível, ninguém passava despercebido. Eles impediriam sua entrada ou sua fuga. | ” |

Os Observadores monstruosos são derrotados pela luz élfica do Frasco de Galadriel; Sam o ergue, e "as sombras sob o arco escuro fugiram"; Sam vê "um brilho nos olhos de pedra negra", cheios de malícia, e a vontade deles é quebrada.
A luz do Frasco de Galadriel também é eficaz contra a aranha gigante da Terra-média, Shelob, filha da linhagem da maligna Ungoliant. Shelob é tanto maligna quanto antiga, "inchada e engordada com infindáveis reflexões sobre seus banquetes, tecendo teias de sombra; pois todos os seres vivos eram seu alimento, e seu vômito era escuridão". A oposição entre Galadriel e Shelob foi interpretada psicologicamente em termos de arquétipos junguianos. O medievalista Alaric Hall [en] afirma, de forma mais geral, que em O Senhor dos Anéis, assim como em Beowulf e na Saga Grettis, a oposição entre protagonistas e monstros é tão psicológica quanto física, pois "os heróis não podem derrotar seus inimigos sem incorporar algo deles em si mesmos". A estudiosa de Tolkien Verlyn Flieger [en] escreve que a luz de Galadriel é um fragmento remanescente da luz das Duas Árvores de Valinor, consumidas pela escuridão ilimitada da ancestral de Shelob, Ungoliant. Essa luz continha e simbolizava o poder divino; sua destruição era a personificação do mal.

### Mortos-vivos

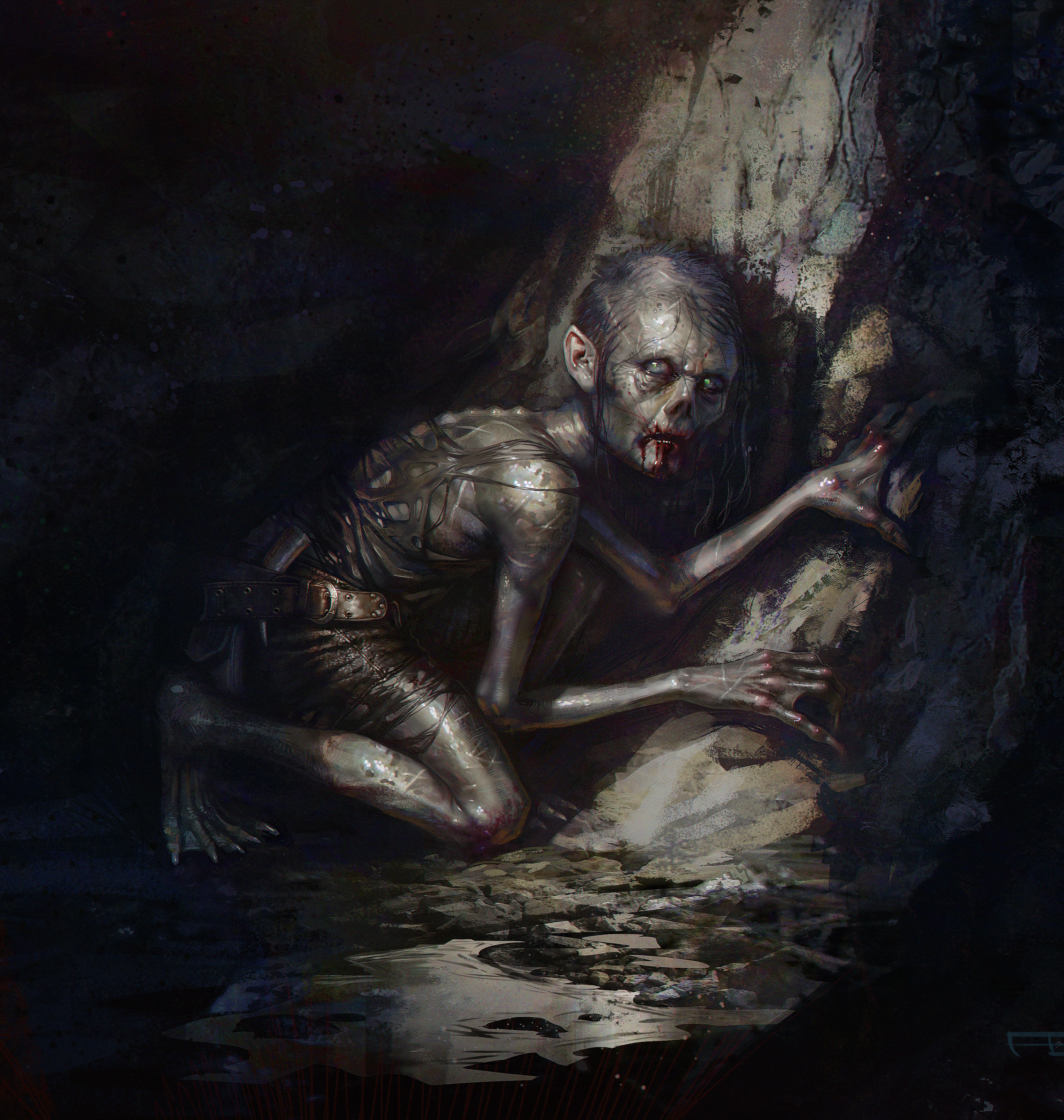
Vivo além de sua expectativa de vida, mas monstruoso: Gollum, por Frederic Bennet, 2014 (detalhe).

Outros monstros em O Senhor dos Anéis são humanoides, mas mortos-vivos, como a criatura tumular que aprisiona os Hobbits logo após deixarem a casa de Tom Bombadil. Esses espectros aparecem na mitologia nórdica. Muito mais poderosos são os Nazgûl, mortos-vivos e invisíveis, mas ainda físicos, espectros do anel, capazes de montar cavalos e empunhar armas; outrora reis dos Homens, foram aprisionados por Sauron com os Anéis de Poder.
Gollum, outrora um membro de um grupo pacífico de Hobbits, tornou-se um monstro desesperado, vivo, mas com a mente quase destruída, buscando incessantemente o Um Anel após carregá-lo por muitos séculos. Flieger sugere que Gollum é a figura central de monstro de Tolkien, comparando-o tanto a Grendel quanto ao dragão de Beowulf, "o hobbit deformado e quebrado cuja forma humana e ganância draconiana combinam ambos os tipos de monstro de Beowulf em uma única figura".

### Almas e senciência
Os Orcs são retratados como completamente malignos, permitindo que sejam mortos sem remorso. Ainda assim, os Orcs são humanoides, capazes de falar e possuem um conceito semelhante de bem e mal, com um senso moral de justiça, mesmo que não consigam aplicá-lo a si mesmos. Isso apresentou a Tolkien, um católico devoto, um problema: como "o mal não pode criar, apenas imitar", os Orcs, pelo menos parcialmente sencientes e moralmente conscientes, não poderiam ter sido criados pelo mal como uma espécie nova e separada; a alternativa, que fossem corrompidos a partir de um dos povos livres da Terra-média, como os Elfos, implicaria que fossem plenamente sencientes e possuíssem almas imortais, o que era igualmente inaceitável para ele. Tolkien percebeu que algumas decisões tomadas em seu livro infantil de 1937, O Hobbit, mostrando seus goblins (orcs) como ligeiramente civilizados e dando aos animais a capacidade de fala, implicavam claramente senciência, o que entrava em conflito com a teologia mais ponderada de seu Legendário.
O estudioso de Tolkien Tom Shippey [en] escreve que os orcs em O Senhor dos Anéis foram quase certamente criados apenas para fornecer à Terra-média "um suprimento contínuo de inimigos dos quais não se precisa sentir remorso". Nas palavras de Tolkien em "Beowulf: Os Monstros e os Críticos", eles são "a infantaria da guerra antiga", prontos para serem massacrados. Shippey afirma que, ainda assim, os orcs compartilham o conceito humano de bem e mal, com um senso familiar de moralidade, embora incapazes de aplicá-lo a si mesmos. Em sua visão, Tolkien, como católico, considerava óbvio que "o mal não pode criar, apenas imitar", então os orcs não poderiam ter uma moralidade igual e oposta à dos homens ou elfos. Shippey observa que, em As Duas Torres, o orc Gorbag desaprova o "truque élfico comum" de abandonar um companheiro, como ele erroneamente supõe que Sam fez com Frodo. Shippey descreve a visão implícita do mal como boeciana, ou seja, o mal como ausência do bem; no entanto, ele observa que Tolkien discordava desse ponto de vista, acreditando que o mal deveria ser combatido ativamente, com guerra se necessário, uma posição maniqueísta.
Os Wargs, grandes feras semelhantes a lobos, podem atacar independentemente, como fazem enquanto a Sociedade do Anel segue para o sul de Valfenda, e logo após a Companhia de Thorin emergir das Montanhas Sombrias. O grupo de wargs em O Hobbit podia falar, embora nunca de forma agradável. Hartley trata os wargs como "animais personificados", notando que Tolkien usa verbos como "planejar" e "guardar" para descrever suas ações, sugerindo que são monstruosos, "mais do que meras feras"; ainda assim, ele nega que possuam "vontades autônomas".

### Anjos caídos

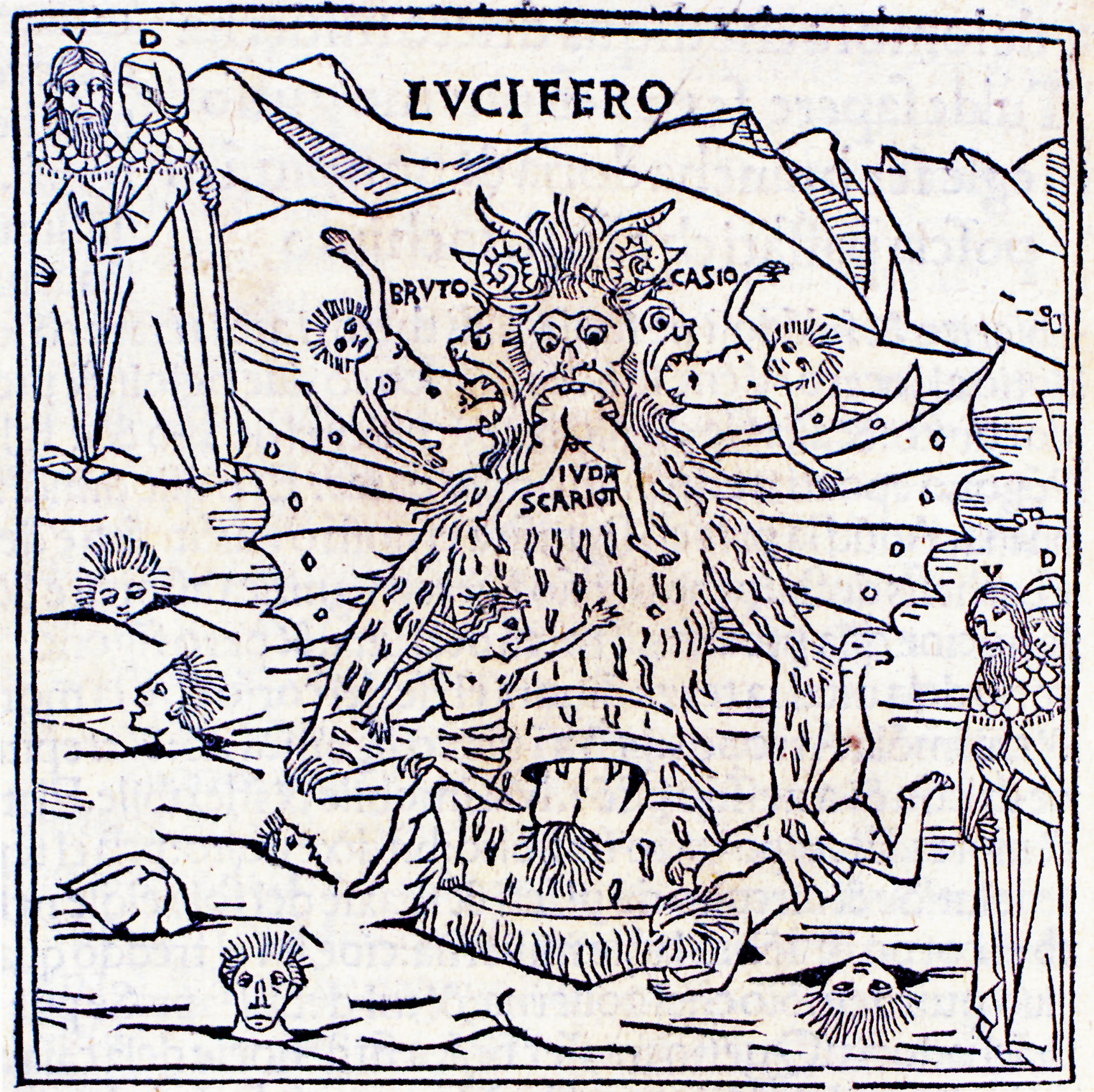
Melkor foi comparado a Lúcifer como um ser espiritual poderoso que se rebela contra seu criador. Ilustração de Lúcifer devorando almas humanas para o Inferno de Dante Alighieri, canto 33. Pietro di Piasi, Veneza, 1491.

Alguns dos monstros de Tolkien são certamente sencientes, pois são seres semelhantes a anjos, poderosos Ainur, que caíram no mal. Isso é semelhante ao cristianismo, onde o demônio Lúcifer é entendido como um anjo caído, outrora o maior dos anjos. Esses personagens possuem almas imortais, foram criados bons pelo único Deus (Eru Ilúvatar no Legendário), mas escolheram o mal por sua própria livre-arbítrio. Os Senhores malignos do Legendário são extremamente poderosos. Melkor (mais tarde renomeado Morgoth) assemelha-se particularmente a Lúcifer, descrito como o mais poderoso dos Ainur antes de se voltar para a escuridão. Ele foi interpretado como análogo a Satanás, pois, como Lúcifer, rebela-se contra seu criador. Ele destrói física e simbolicamente as Duas Árvores de Valinor, que traziam luz ao mundo. Quando parte de sua luz é capturada e incorporada nas joias Silmaril, ele as rouba e as coloca em sua coroa.
O servo de Morgoth, Sauron, foi igualmente descrito como o Senhor do Escuro; ele era um Maia a serviço do Vala Aulë, mas, ao trair os outros Maiar, tornou-se o principal tenente de Morgoth e, na ausência deste, o Senhor do Escuro da Terra-média por direito próprio. Tolkien faz um personagem em O Senhor dos Anéis, Elrond, afirmar que "nada é mau no início. Nem mesmo Sauron o era".
Os demônios de fogo ou Balrogs também pertencem a essa categoria, pelo menos nos escritos posteriores de Tolkien, onde são descritos como Maiar corrompidos por Melkor. Em O Senhor dos Anéis, o Mago Gandalf nomeia o Balrog de Khazad-dûm como "um inimigo além de qualquer um de vocês" e "chama de Udûn", significando um ser imortal, mas maligno, com poder semelhante ao seu.

## Adaptações e legado
Os monstros da Terra-média de Tolkien foram documentados no programa de televisão Clash of the Gods: Tolkien's Monsters, exibido em 2009 como parte da série Clash of the Gods do History Channel. Jason Serafino, escrevendo no Complex, listou seus dez monstros favoritos de Tolkien adaptados para o cinema, descrevendo o Grande Goblin como "uma mistura viscosa entre o Preguiça e o Homem Elefante". Artistas como Alan Lee, John Howe [en], e Ted Nasmith criaram ilustrações dos monstros de Tolkien, incluindo aquelas publicadas em Tolkien's Dragons & Monsters: A Book of 20 Postcards.

### J. R. R. Tolkien
1. ↑  (Tolkien 1955, livro 5, cap. 6, "A Batalha dos Campos de Pelennor")
2. ↑  (Carpenter 2023, nº 211, a Rhona Beare, 14 de outubro de 1958)
3. ↑  (Tolkien 1955, Apêndice F "De Outras Raças")
4. ↑  (Tolkien 1954a, livro 1, cap. 7 "Na Casa de Tom Bombadil")
5. ↑  (Tolkien 1954a, livro 2, cap. 4 "Uma Jornada no Escuro")
6. 1 2 3 4  (Tolkien 1955, livro 6, cap. 1 "A Torre de Cirith Ungol")
7. ↑  (Tolkien 1954, livro 4, cap. 9 "O Covil de Shelob")
8. 1 2  (Tolkien 1954a, livro 1, cap. 2 "A Sombra do Passado")
9. ↑  (Tolkien 1954a, livro 1, cap. 8 "Nevoeiro nos Túmulos")
10. ↑  Tolkien, J. R. R. (2014). Beowulf: a translation and commentary, together with Sellic spell [Beowulf: uma tradução e comentário, junto com Sellic Spell]. Londres: HarperCollins. pp. 163–164. ISBN 978-0-00-759006-3. OCLC 875629841
11. ↑  (Tolkien 1977, "Akallabêth")
12. ↑  (Tolkien 1980, 4. "A Caçada ao Anel" i. "Da Jornada dos Cavaleiros Negros")
13. ↑  (Tolkien 1937, cap. 5 "Charadas no Escuro")
14. ↑  (Tolkien 1954a, livro 2, cap. 4 "Uma Jornada no Escuro")
15. ↑  (Tolkien 1937, cap. 6 "Do Fogo ao Fritar")
16. ↑  (Tolkien 1977, "Quenta Silmarillion", cap. 6 "De Fëanor e a Libertação de Melkor")
17. ↑  (Tolkien 1977, "Quenta Silmarillion", cap. 9 "Da Fuga dos Noldor")
18. ↑  (Tolkien 1977, "Valaquenta")
19. ↑  (Tolkien 1954a, livro 2, cap. 5 "A Ponte de Khazad-dûm")

- Carpenter, Humphrey, ed. (2023) [1981]. The Letters of J. R. R. Tolkien: Revised and Expanded Edition [As Cartas de J. R. R. Tolkien: Edição Revisada e Ampliada]. Nova Iorque: Harper Collins. ISBN 978-0-35-865298-4
- Tolkien, J. R. R. (1937).  Anderson, Douglas A., ed. The Annotated Hobbit [O Hobbit Anotado]. Boston: Houghton Mifflin (publicado em 2002). ISBN 978-0-618-13470-0
- Tolkien, J. R. R. (1954a). The Lord of the Rings: The Fellowship of the Ring [O Senhor dos Anéis: A Sociedade do Anel]. Boston: Houghton Mifflin. OCLC 9552942
- Tolkien, J. R. R. (1954). The Lord of the Rings: The Two Towers [O Senhor dos Anéis: As Duas Torres]. Boston: Houghton Mifflin. OCLC 1042159111
- Tolkien, J. R. R. (1955). The Lord of the Rings: The Return of the King [O Senhor dos Anéis: O Retorno do Rei]. Boston: Houghton Mifflin. OCLC 519647821
- Tolkien, J. R. R. (1977).  Tolkien, Christopher, ed. The Silmarillion. Boston: Houghton Mifflin. ISBN 978-0-395-25730-2
- Tolkien, J. R. R. (1980).  Tolkien, Christopher, ed. Unfinished Tales [Contos Inacabados]. Boston: Houghton Mifflin. ISBN 978-0-395-29917-3